# Barrage des rapides de Priest
Le barrage des rapides de Priest (anglais : Priest Rapids Dam) est un barrage sur le fleuve Columbia près de Vantage dans l'État de Washington, aux États-Unis.
Destiné à la production d'énergie hydroélectrique, il est notoire pour avoir submergé les rapides de Priest et avoir été mis en œuvre à la suite de l'inondation de Vanport City.